# Eritrichium sajanense
Eritrichium sajanense là loài thực vật có hoa trong họ Mồ hôi. Loài này được (Malyschev) Sipliv. mô tả khoa học đầu tiên năm 1975.